# Павел Теодосиев
Павел Теодосиев е български възрожденски духовник от Македония.

## Биография
Роден е в 1886 година в дебърската паланка Лазарополе, тогава в Османската империя. Майка му умира докато е малък и баща му го отвежда в София, където Теодосиев завършва основно образование и прогимназия. В 1903 година започва да учи в Цариградската българска духовна семинария, която завършва в 1908 година.
Връща се в родното си място и от учебната 1908 – 1909 г. до 1911 – 1912 година е главен български учител в Лазарополе и оглавява всички обществени начинания в селището.
На 12 юли 1912 година Павел Теодосиев е ръкоположен за свещеник в галичката църква „Света Петка“ от митрополит Козма Дебърски. През юли и август се оттегля в Бигорския манастир и на 1 септември е назначен за архиерейски наместник в Реканското архиерейско наместничество на Дебърската българска митрополия със седалище в Галичник.
След установяването на сръбска власт в Галичник през ноември 1912 година, Павел Теодосиев е подложен на изключителен тормоз – затварян в Жерновница и в Скопие, където се разболява от туберкулоза.
Умира на 28 декември (15 декември стар стил) 1913 година в родното си село на 27 години.